# Dactylorhiza baicalica
Dactylorhiza baicalica är en orkidéart som beskrevs av Leonid Vladimirovitj Averjanov. Dactylorhiza baicalica ingår i Handnyckelsläktet som ingår i familjen orkidéer. Inga underarter finns listade i Catalogue of Life.